# Wereldkampioenschappen wielrennen 2018
De wereldkampioenschappen wielrennen 2018 werden van 23 tot en met 30 september 2018 georganiseerd in Innsbruck in het Oostenrijkse Tirol. Er stonden twaalf evenementen op het programma en het parcours was bergachtig. Het was tevens de laatste editie met een ploegentijdrit voor merkenteams. Het landenklassement werd gewonnen door Nederland met acht medailles in totaal, België werd tweede.

## Programma
| Datum           | Categorie                            | Afstand  |
| --------------- | ------------------------------------ | -------- |
| zo 23 september | Ploegentijdrit vrouwen               | 53,8 km  |
| zo 23 september | Ploegentijdrit mannen                | 62,1 km  |
| ma 24 september | Individuele tijdrit vrouwen junioren | 20,2 km  |
| ma 24 september | Individuele tijdrit mannen beloften  | 28,5 km  |
| di 25 september | Individuele tijdrit mannen junioren  | 28,5 km  |
| di 25 september | Individuele tijdrit vrouwen elite    | 28,5 km  |
| wo 26 september | Individuele tijdrit mannen elite     | 54,2 km  |
| do 27 september | Wegrit vrouwen junioren              | 70,9 km  |
| do 27 september | Wegrit mannen junioren               | 132,8 km |
| vr 28 september | Wegrit mannen beloften               | 180,6 km |
| za 29 september | Wegrit vrouwen elite                 | 156,7 km |
| zo 30 september | Wegrit mannen elite                  | 259,4 km |

## Resultaten

### Ploegentijdrit

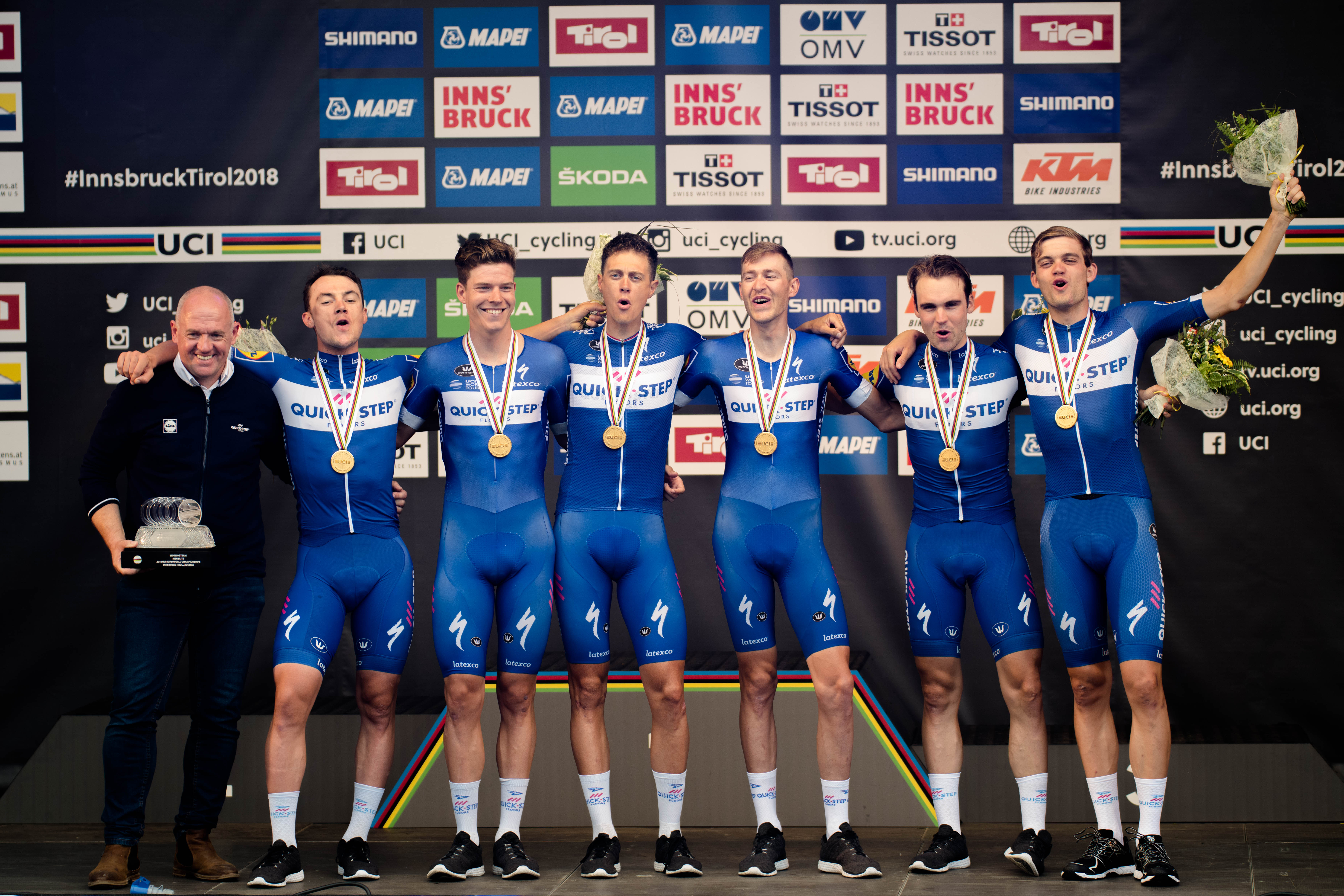
Quick-Step Floors won voor de vierde keer de ploegentijdrit.

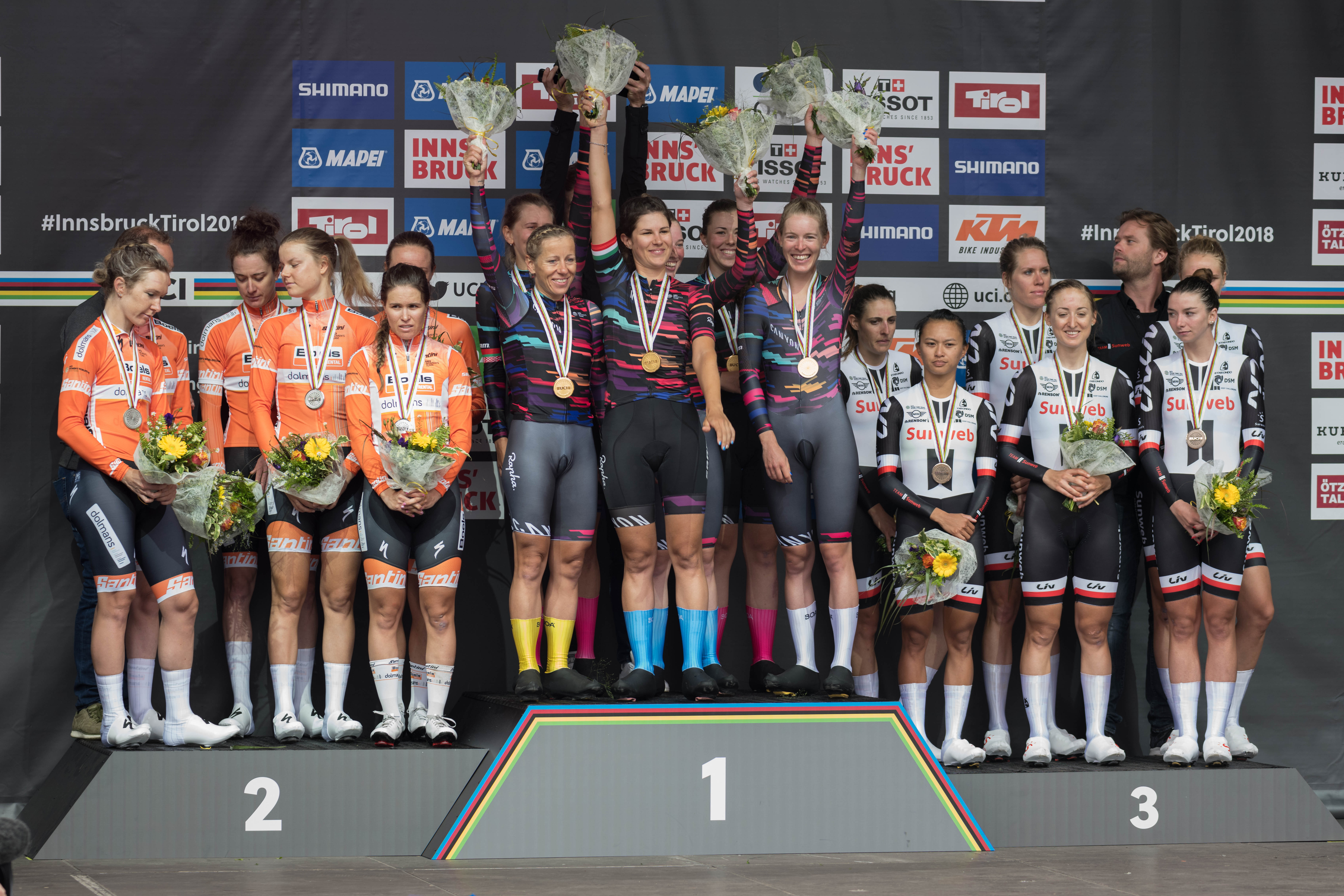
Canyon-SRAM versloeg Boels Dolmans en Team Sunweb.

| Mannen |                       |          |
| Plaats | Ploeg                 | Tijd     |
| Goud   | Quick-Step Floors     | 1u07'26" |
| Zilver | Team Sunweb           | + 18"    |
| Brons  | BMC Racing Team       | + 20"    |
| 4      | Team Sky              | + 45"    |
| 5      | Mitchelton-Scott      | + 57"    |
| 6      | Movistar Team         | + 1'32"  |
| 7      | Trek-Segafredo        | + 2'04"  |
| 8      | BORA-hansgrohe        | + 2'07"  |
| 9      | CCC Sprandi Polkowice | + 2'37"  |
| 10     | Astana Pro Team       | + 2'54"  |
|        |                       |          |
| 13     | Team LottoNL-Jumbo    | + 3'28"  |

| Vrouwen |                    |          |
| Plaats  | Ploeg              | Tijd     |
| Goud    | Canyon-SRAM        | 1u01'46" |
| Zilver  | Boels Dolmans      | + 21"    |
| Brons   | Team Sunweb        | + 28"    |
| 4       | Wiggle High5       | + 57"    |
| 5       | Mitchelton-Scott   | + 1'29"  |
| 6       | Team Virtu         | + 2'06"  |
| 7       | BTC City Ljubljana | + 3'08"  |
| 8       | Valcar PBM         | + 3'35"  |
| 9       | BePink             | + 3'36"  |
| 10      | Alé Cipollini      | + 3'53"  |

### Mannen elite

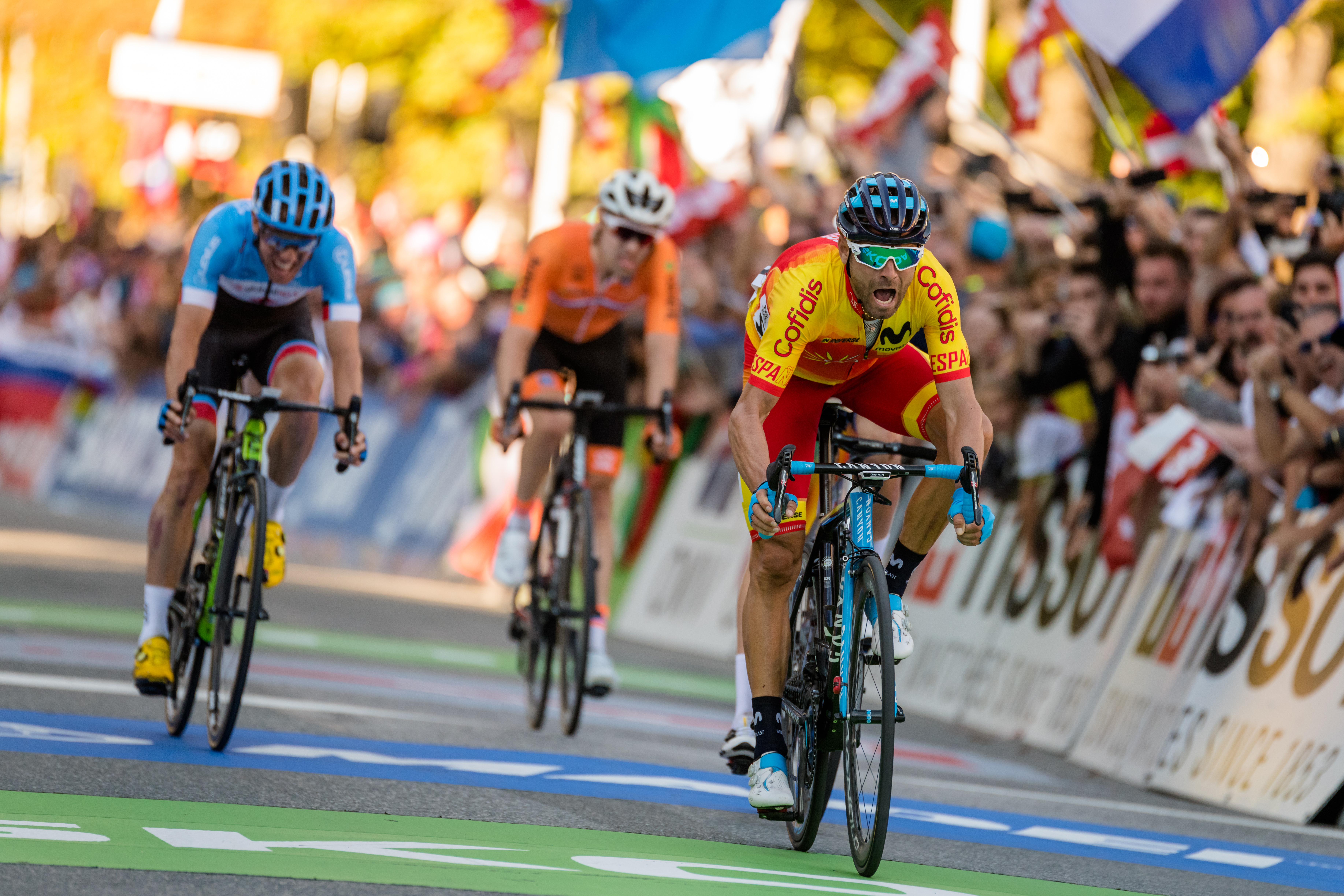
Tom Dumoulin werd vierde achter Alejandro Valverde in de wegrit.

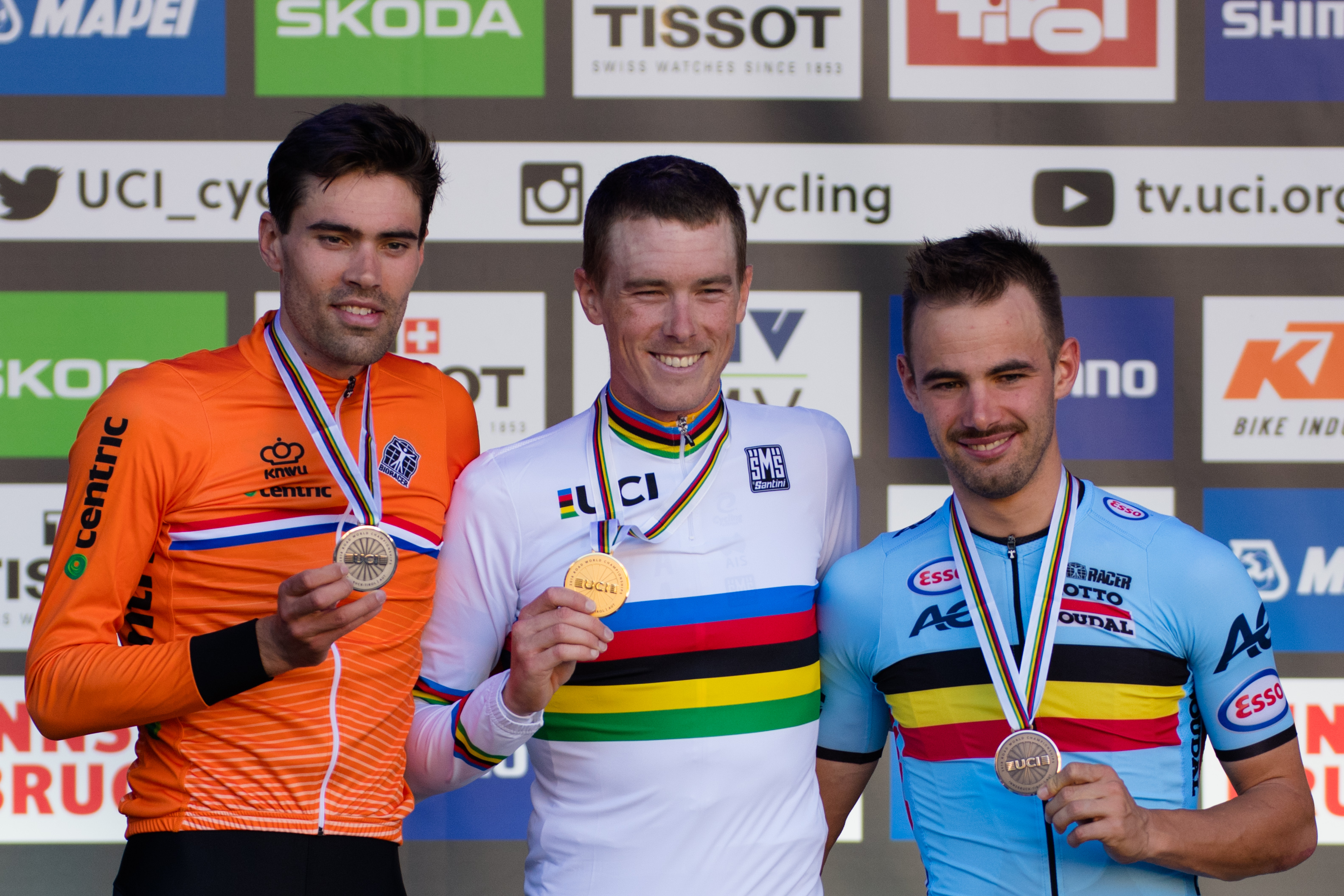
In de tijdrit versloeg Rohan Dennis titelverdediger Tom Dumoulin en Victor Campenaerts.

| Wegrit |                    |          |
| Plaats | Naam               | Tijd     |
| Goud   | Alejandro Valverde | 6u46'41" |
| Zilver | Romain Bardet      | z.t.     |
| Brons  | Michael Woods      | z.t.     |
| 4      | Tom Dumoulin       | z.t.     |
| 5      | Gianni Moscon      | +13"     |
| 6      | Roman Kreuziger    | +43"     |
| 7      | Michael Valgren    | z.t.     |
| 8      | Julian Alaphilippe | z.t.     |
| 9      | Thibaut Pinot      | z.t.     |
| 10     | Rui Costa          | z.t.     |
|        |                    |          |
| 23     | Ben Hermans        | +1'32"   |

| Tijdrit |                      |          |
| Plaats  | Naam                 | Tijd     |
| Goud    | Rohan Dennis         | 1u03'03" |
| Zilver  | Tom Dumoulin         | + 1'21"  |
| Brons   | Victor Campenaerts   | + 1'22"  |
| 4       | Michał Kwiatkowski   | + 2'05"  |
| 5       | Nélson Oliveira      | + 2'14"  |
| 6       | Jonathan Castroviejo | + 2'18"  |
| 7       | Tony Martin          | + 2'25"  |
| 8       | Patrick Bevin        | + 2'35"  |
| 9       | Vasil Kiryjenka      | + 3'08"  |
| 10      | Martin Toft Madsen   | + 3'23"  |

### Mannen beloften

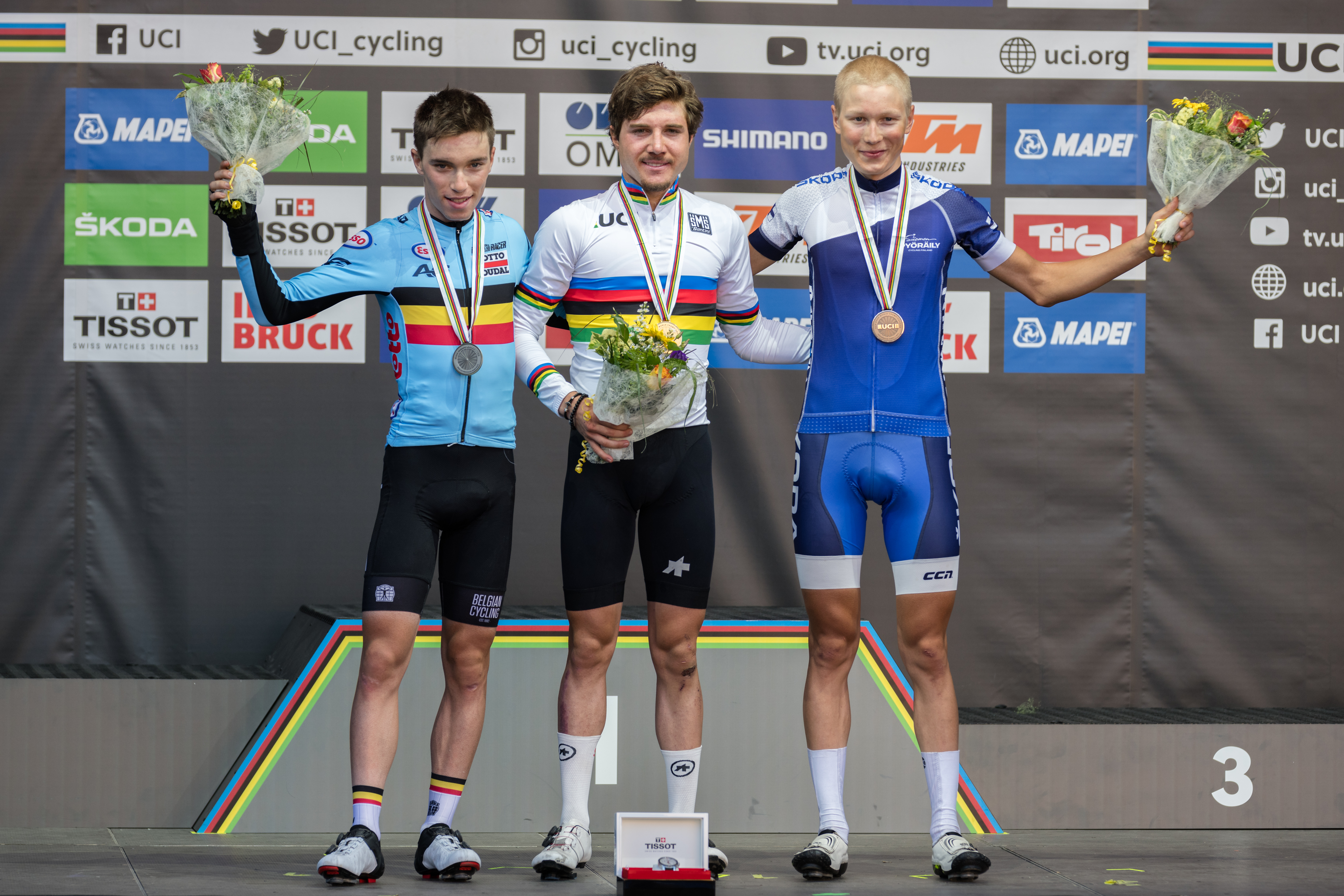
Bjorg Lambrecht won zilver in de wegrit voor beloften.

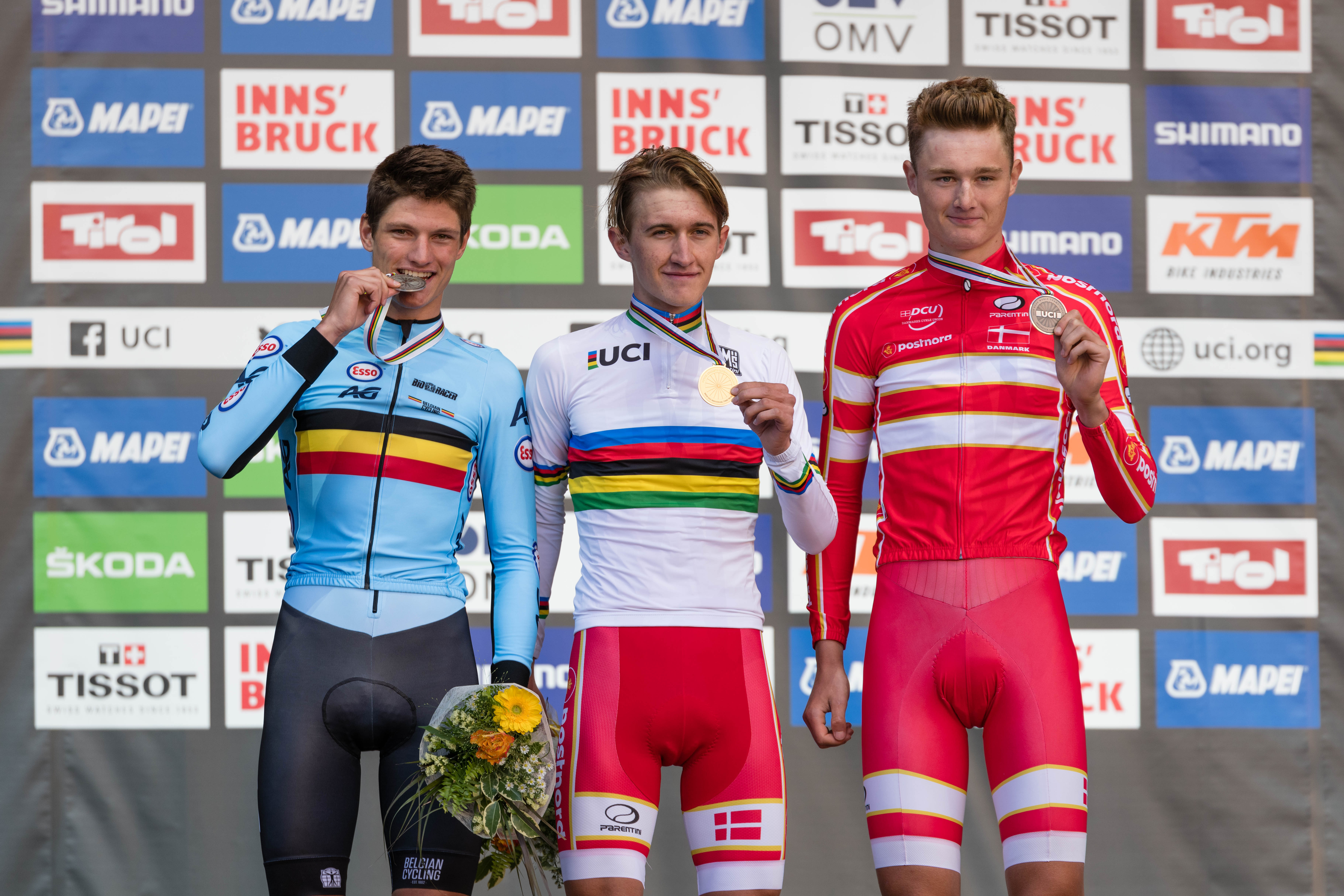
Brent Van Moer won zilver in de tijdrit voor beloften.

| Wegrit |                  |          |
| Plaats | Naam             | Tijd     |
| Goud   | Marc Hirschi     | 4u24'05" |
| Zilver | Bjorg Lambrecht  | + 15"    |
| Brons  | Jaakko Hänninen  | z.t.     |
| 4      | Gino Mäder       | + 35"    |
| 5      | Mark Padoen      | + 37"    |
| 6      | Jaime Castrillo  | + 45"    |
| 7      | Tadej Pogačar    | + 47"    |
| 8      | Ethan Hayter     | z.t.     |
| 9      | Patrick Müller   | z.t.     |
| 10     | James Shaw       | z.t.     |
|        |                  |          |
| 30     | Pascal Eenkhoorn | + 5'41"  |

| Tijdrit |                   |         |
| Plaats  | Naam              | Tijd    |
| Goud    | Mikkel Bjerg      | 32'31"  |
| Zilver  | Brent Van Moer    | + 33"   |
| Brons   | Mathias Norsgaard | + 39"   |
| 4       | Edoardo Affini    | + 44"   |
| 5       | Ethan Hayter      | + 45"   |
| 6       | Tobias Foss       | + 50"   |
| 7       | Brandon McNulty   | + 52"   |
| 8       | Stefan de Bod     | + 59"   |
| 9       | Matteo Sobrero    | + 1'01" |
| 10      | Callum Scotson    | + 1'01" |
|         |                   |         |
| 16      | Pascal Eenkhoorn  | + 1'06" |

### Mannen junioren

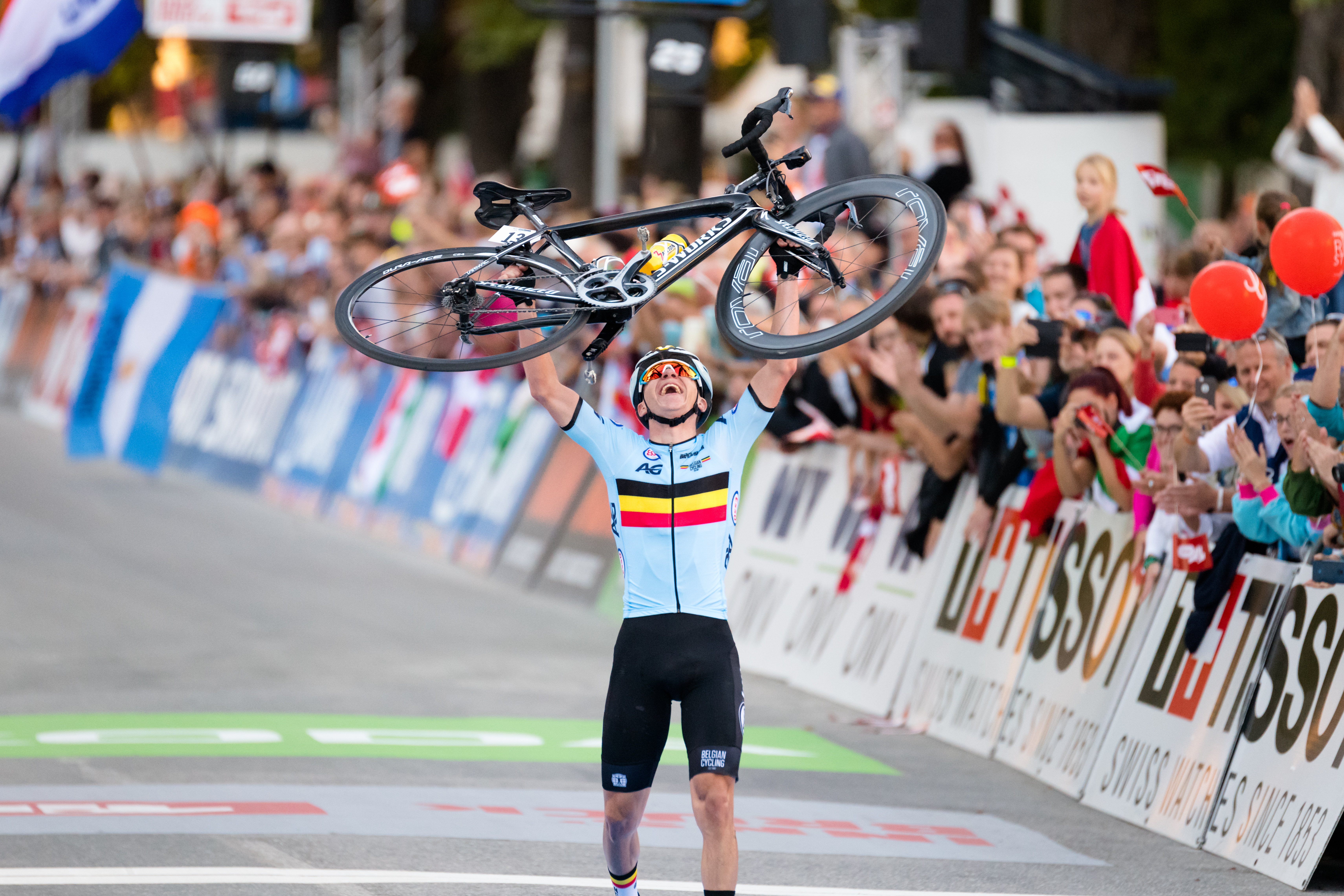
Remco Evenepoel won zowel de weg- als tijdrit bij de junioren.

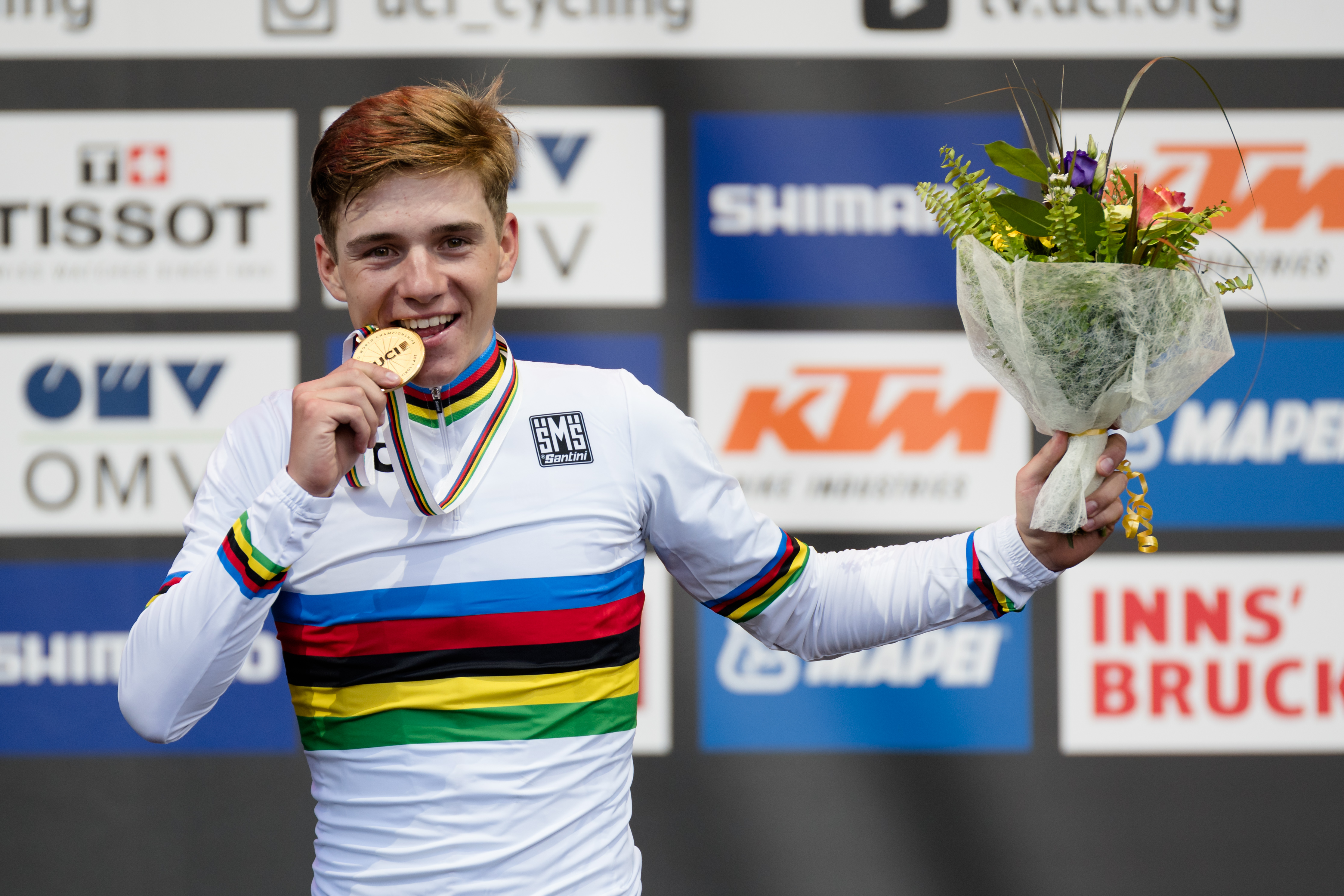
Remco Evenepoel won zowel de weg- als tijdrit bij de junioren.

| Wegrit |                     |          |
| Plaats | Naam                | Tijd     |
| Goud   | Remco Evenepoel     | 3u03'49" |
| Zilver | Marius Mayrhofer    | + 1'25"  |
| Brons  | Alessandro Fancellu | + 1'38"  |
| 4      | Alexandre Balmer    | z.t.     |
| 5      | Frederik Wandahl    | + 3'20"  |
| 6      | Gabriele Benedetti  | z.t.     |
| 7      | Alois Charrin       | z.t.     |
| 8      | Kevin Vermaerke     | z.t.     |
| 9      | Antonio Tiberi      | z.t.     |
| 10     | Sean Quinn          | + 3'25"  |
|        |                     |          |
| 34     | Casper van Uden     | + 12'22" |

| Tijdrit |                        |         |
| Plaats  | Naam                   | Tijd    |
| Goud    | Remco Evenepoel        | 33'15"  |
| Zilver  | Lucas Plapp            | + 1'23" |
| Brons   | Andrea Piccolo         | + 1'37" |
| 4       | Michel Hessmann        | + 1'47" |
| 5       | Søren Wærenskjold      | + 1'50" |
| 6       | Ilan Van Wilder        | + 2'01" |
| 7       | Manuel Michielsen      | + 2'10" |
| 8       | Joseph Laverick        | + 2'21" |
| 9       | Jacob Hindsgaul Madsen | + 2'26" |
| 10      | Michael Garrison       | + 2'32" |

### Vrouwen elite

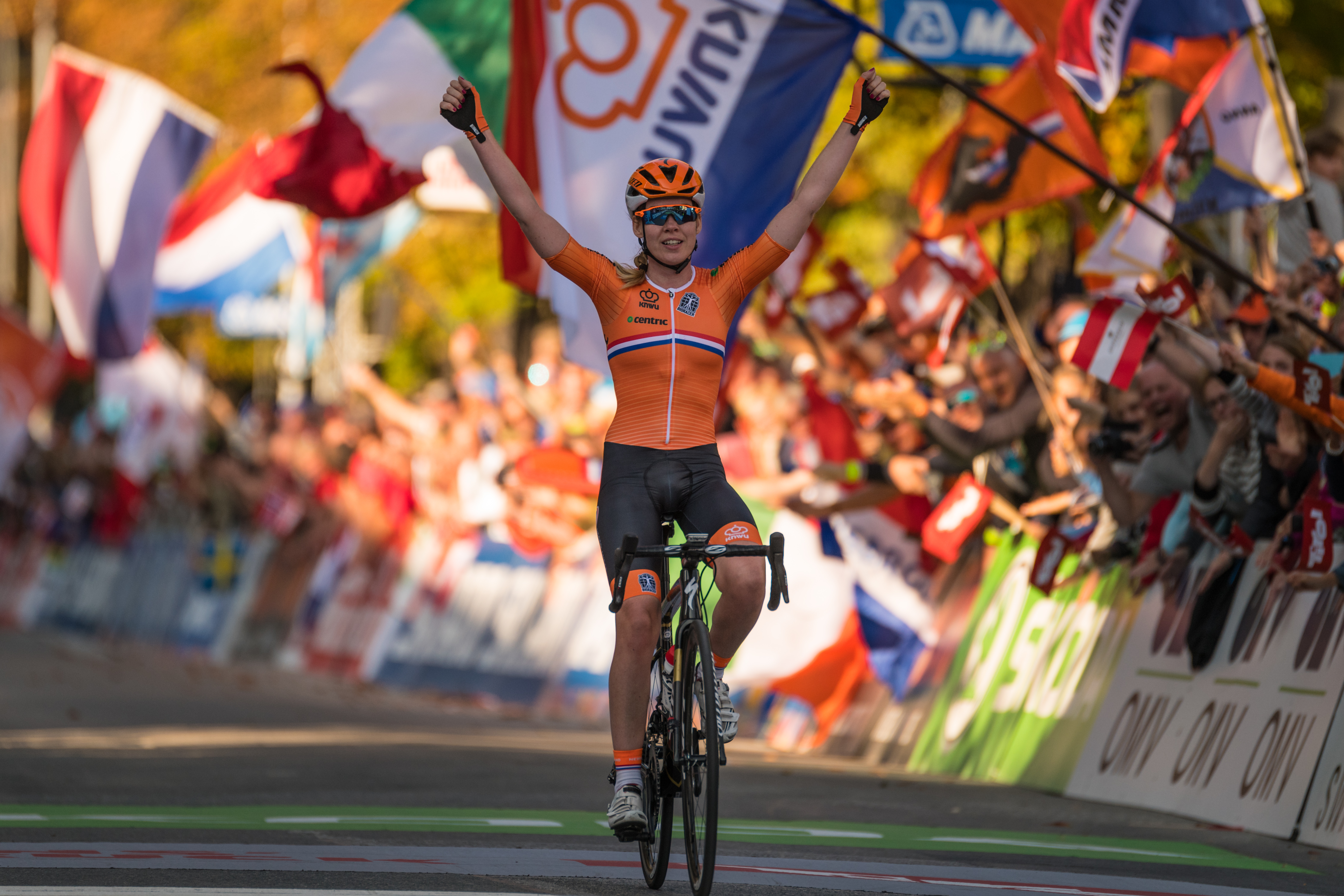
Anna van der Breggen won de wegrit na een solo van 40 km.

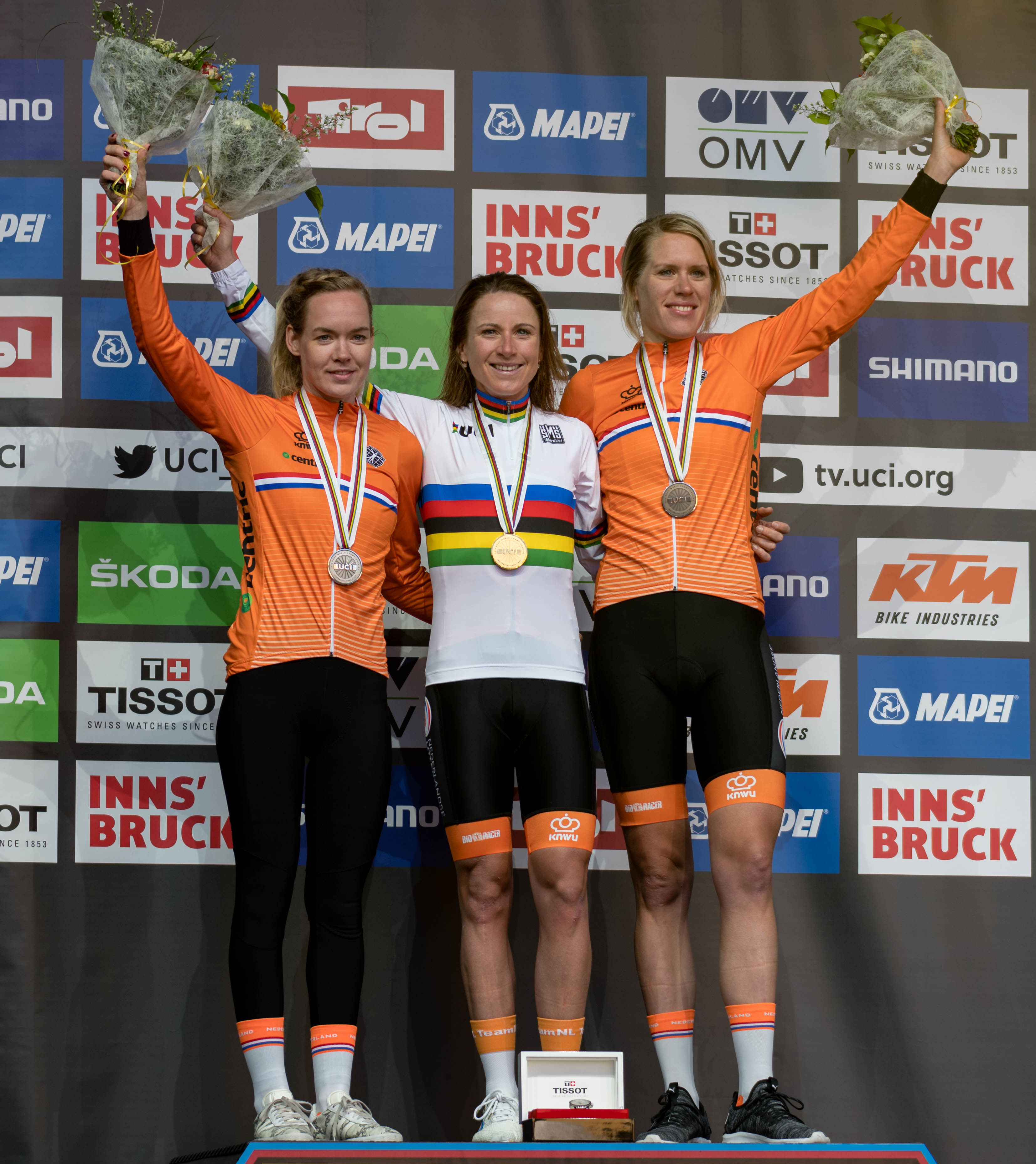
Annemiek van Vleuten op een volledig Nederlands podium.

| Wegrit |                      |          |
| Plaats | Naam                 | Tijd     |
| Goud   | Anna van der Breggen | 4u11'04" |
| Zilver | Amanda Spratt        | + 3'42"  |
| Brons  | Tatiana Guderzo      | + 5'26"  |
| 4      | Emilia Fahlin        | + 6'13"  |
| 5      | Małgorzata Jasińska  | z.t.     |
| 6      | Karol-Ann Canuel     | + 6'17"  |
| 7      | Annemiek van Vleuten | + 7'05"  |
| 8      | Amy Pieters          | z.t.     |
| 9      | Lucinda Brand        | + 7'17   |
| 10     | Ruth Winder          | z.t.     |
|        |                      |          |
| 28     | Sofie De Vuyst       | + 8'18'  |

| Tijdrit |                      |         |
| Plaats  | Naam                 | Tijd    |
| Goud    | Annemiek van Vleuten | 34'25"  |
| Zilver  | Anna van der Breggen | + 29"   |
| Brons   | Ellen van Dijk       | + 1'25" |
| 4       | Leah Kirchmann       | + 1'27" |
| 5       | Leah Thomas          | + 1'32" |
| 6       | Lucinda Brand        | + 1'43" |
| 7       | Amber Neben          | + 1'48" |
| 8       | Karol-Ann Canuel     | + 2'16" |
| 9       | Elisa Longo Borghini | + 2'17" |
| 10      | Tayler Wiles         | + 2'31" |
|         |                      |         |
| 28      | Ann-Sophie Duyck     | + 4'00" |

### Vrouwen junioren

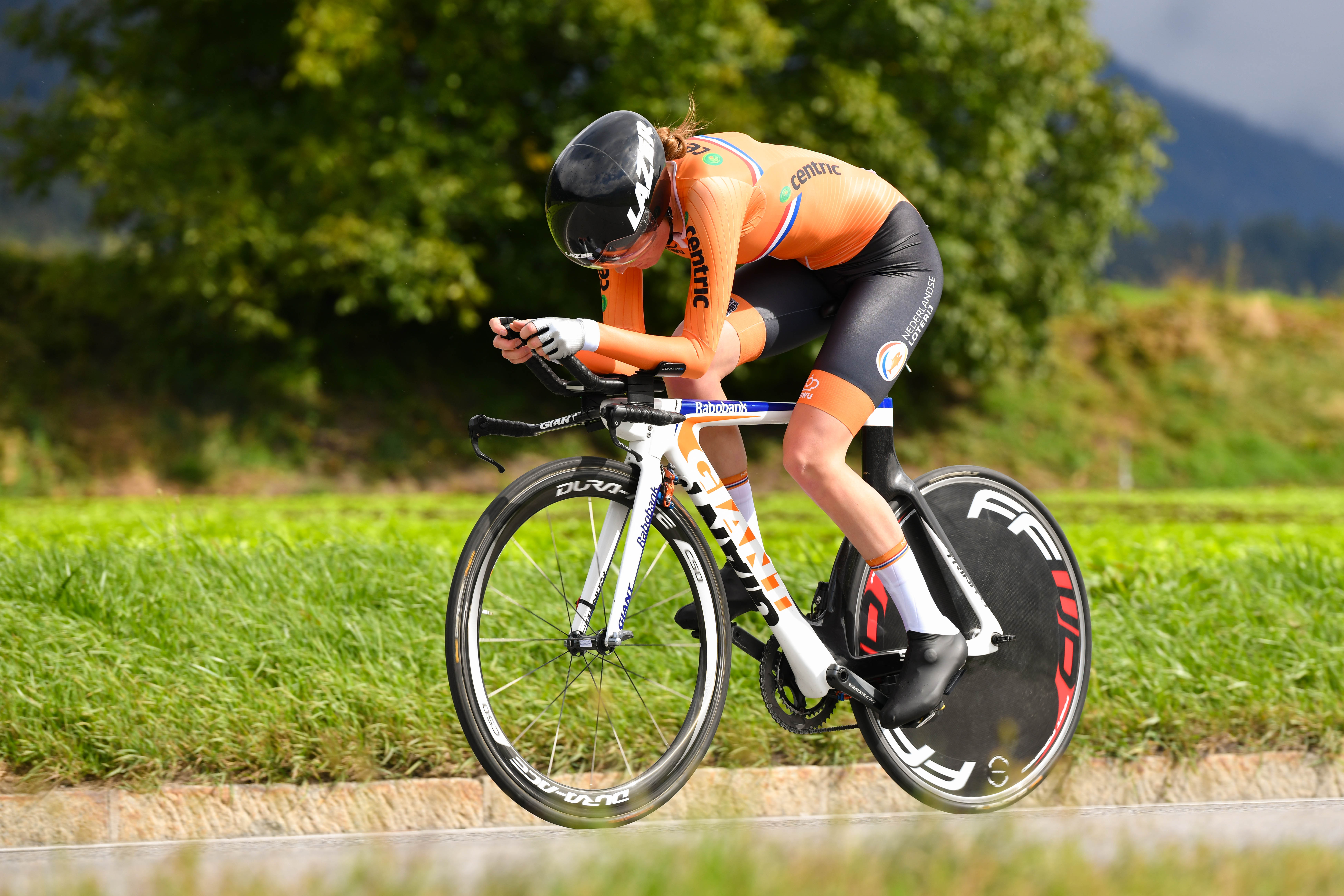
Rozemarijn Ammerlaan won de tijdrit voor junioren.

| Wegrit |                   |          |
| Plaats | Naam              | Tijd     |
| Goud   | Laura Stigger     | 1u56'26" |
| Zilver | Marie Le Net      | z.t.     |
| Brons  | Simone Boilard    | z.t.     |
| 4      | Barbara Malcotti  | z.t.     |
| 5      | Jade Wiel         | + 14"    |
| 6      | Vittoria Guazzini | z.t.     |
| 7      | Camilla Alessio   | + 29"    |
| 8      | Aigul Gareeva     | + 56"    |
| 9      | Mie Saabye        | + 1'52"  |
| 10     | Maina Galand      | z.t.     |
|        |                   |          |
| 18     | Eva Jonkers       | + 1'57"  |
| 43     | Shari Bossuyt     | + 5'47"  |

| Tijdrit |                      |         |
| Plaats  | Naam                 | Tijd    |
| Goud    | Rozemarijn Ammerlaan | 27'02"  |
| Zilver  | Camilla Alessio      | + 6"    |
| Brons   | Elynor Bäckstedt     | + 17"   |
| 4       | Pfeiffer Georgi      | + 21"   |
| 5       | Simone Boilard       | + 24"   |
| 6       | Vittoria Guazzini    | + 24"   |
| 7       | Aigul Gareeva        | + 24"   |
| 8       | Marie Le Net         | + 25"   |
| 9       | Marta Jaskulska      | + 28"   |
| 10      | Hannah Ludwig        | + 28"   |
|         |                      |         |
| 18      | Shari Bossuyt        | + 1'10" |

## Medaillespiegel
| Plaats | Land                | Goud | Zilver | Brons | Totaal |
| 1      | Nederland           | 3    | 3      | 2     | 8      |
| 2      | België              | 3    | 2      | 1     | 6      |
| 3      | Australië           | 1    | 2      | 0     | 3      |
| 3      | Duitsland           | 1    | 2      | 0     | 3      |
| 5      | Denemarken          | 1    | 0      | 1     | 2      |
| 6      | Oostenrijk          | 1    | 0      | 0     | 1      |
| 6      | Spanje              | 1    | 0      | 0     | 1      |
| 6      | Zwitserland         | 1    | 0      | 0     | 1      |
| 9      | Frankrijk           | 0    | 2      | 0     | 2      |
| 10     | Italië              | 0    | 1      | 3     | 4      |
| 11     | Canada              | 0    | 0      | 2     | 2      |
| 12     | Finland             | 0    | 0      | 1     | 1      |
| 12     | Verenigd Koninkrijk | 0    | 0      | 1     | 1      |
| 12     | Verenigde Staten    | 0    | 0      | 1     | 1      |
| Totaal | Totaal              | 12   | 12     | 12    | 36     |

## Organisatie
De wereldkampioenschappen wielrennen in Innsbruck werden georganiseerd door de „Innsbruck-Tirol Rad WM 2018
GmbH“. Dit bedrijf was voor 97% eigendom van de „Innsbruck-Tirol Sports GmbH“ en voor 3% van het Österreichischen Radsportverband (Oostenrijkse wielerbond). De „Innsbruck-Tirol Sports GmbH“ was voor 45% in handen van de deelstaat Tirol, 45% van de stadgemeente Innsbruck en voor 10% van het Österreichisches Olympisches Comité.
De organisatie van het WK wielrennen was een honorarium (voor „marketing- en licentierechten“) verschuldigd aan de UCI, om het wereldkampioenschap te mogen organiseren. Voor de editie van 2018 bedroeg dit honorarium CHF 6.350.000 (omgerekend € 6,0 miljoen per 01.11.2015 en € 5,84 miljoen per 12.10.2016). De betaling van het honorarium moest geschieden in zes termijnen tussen 01.05.2016 en 30.06.2018. Verder was de „Innsbruck-Tirol Sports GmbH“ verplicht een bankgarantie te stellen aan de UCI ter hoogte van CHF 1,27 miljoen.
De uitgaven voor de operationele uitvoering van het evenement bestonden o.a. uit de aanleg van een finishgebied, de organisatie van testevenementen, de planning van het parcours, een ondersteunend programma, de veiligheidsdiensten, catering in de VIP-ruimten, uitrusting en catering voor vrijwilligers, enz. Het totaal van deze uitgaven steeg van € 5,2 miljoen in november 2015 tot € 6,9 miljoen (d.w.z. met ongeveer 33%) in oktober 2016. De stijging was onder andere het gevolg van niet eerder geplande huurkosten, de ruimtelijke scheiding van start- en finishgebied, extra technische vereisten en het niet opnemen van trainingsdagen. In november 2015 werden de totale kosten (UCI honorarium + organisatiekosten) geraamd op € 11,2 miljoen. In oktober 2016 was deze kostenraming gestegen naar € 12,8 miljoen.
Tijdens de tenderfase heeft de deelstaat Tirol voorgesteld om - in ieder geval tot mei 2014 - (met een kostendoel van ongeveer € 12,0 miljoen) de financiering in drie gelijke delen te verdelen tussen de federale overheid, de deelstaat Tirol en de Stadt Innsbruck. De stad Innsbruck was echter alleen bereid om bij te dragen op basis van haar aandeel in de bevolking. Het was echter mogelijk
Het was lukte echter om de „Tirol Werbung GmbH“ en het „Tourismusverband Innsbruck“ (toeristenbureau) als subsidieverstrekkers binnen te halen. In de tenderfase in november 2015 werd voor een totaal van € 8,7 miljoen aan subsidies begroot. Deze gebudgetteerde subsidies waren op dat moment al niet in voldoende om de totale geraamde kosten te dekken. De begroting liet een tekort zien van ca. € 2,5 miljoen (22% van de totale uitgaven). Als gevolg van de verwachte kostenstijging van € 11,2 miljoen (november 2015) naar € 12,8 miljoen (oktober 2016), steeg het begrotingstekort naar ongeveer € 4,1 miljoen (32% van de totale kosten).
Volgens de begrotingsplannen moest het tekort worden gefinancierd met "overige" inkomsten (voornamelijk uit sponsoring, kaartverkoop en marketingrechten). Een concretisering van deze begrote "overige" inkomsten" ontbrak.
De organisatie slaagde er toch in om tot en met het voorjaar van 2018 extra toeristische organisaties als sponsors aan te trekken. Ook de deelstaat Tirol en de Stadt Innsbruck stelde extra financiële middelen ter beschikking. 
Daarmee zag de begroting per mei 2018 er als volgt uit:
| Inkomsten/dekking                    | Bedrag          |
| ------------------------------------ | --------------- |
| Republiek Oostenrijk                 | € 3.000.000     |
| Deelstaat Tirol                      | € 3.500.000     |
| Stadgemeente Innsbruck               | € 780.000       |
| Tirol Werbung GmbH                   | € 1.000.000     |
| Tourismusverband Innsbruck           | € 1.000.000     |
| Tourismusverband Kufsteinerland      | € 450.000       |
| Tourismusverband Alpbachtal Seenland | € 200.000       |
| Tourismusverband Region Hall/Wattens | € 50.000        |
| Tourismusverband Ötztal/Area 47      | € 150.000       |
| Publieke bijdragen (totaal)          | € 10.130.000    |
|                                      |                 |
| Kosten                               | Bedrag          |
| Honorarium UCI                       | € 5.840.000     |
| Organisatiekosten                    | € 6.912.000     |
| Totaal kosten                        | € 12.752.000    |
|                                      |                 |
| Tekort                               | € -/- 2.622.000 |

Budgettekort
De begrote subsidies konden de totale geraamde kosten niet dekken. In mei 2018 was er een begroot tekort van
ca. 2,6 miljoen euro. Na beraad van de organisatie, waren de volgende maatregelen gepland om dit bedrag te verlagen:
- Inkomsten uit sponsoring van € 320.000.
- Geschatte inkomsten uit kaartverkoop van ongeveer € 450.000,
- Samenwerking op het gebied van communicatie en telecommunicatie (dit zou moeten leiden tot een verlaging van de kosten).

Subsidietoezeggingen
De Tirolse deelstaat regering besloot in februari 2016 in principe maximaal € 3.000.000 beschikbaar te stellen voor de organisatie van de wereldkampioenschappen wielrennen in 2018. Het Tiroolse parlement keurde deze regeringsresolutie goed in haar zitting van 12 oktober 2016. De deelstaat Tirol sloot in november 2016 een overeenkomstige financierings-/subsidieovereenkomsten met „Innsbruck-Tirol Sports GmbH“ en de „Innsbruck – Tirol Rad WM 2018 GmbH“. De financiering werd beschikbaar gesteld uit de begroting 
(vanuit een subsidieregeling voor sportevenementen) en werd in drie tranches uitbetaald (november 2016: € 450.000, januari 2017: € 900.000, februari 2018: € 1.650.000).
Met haar besluit van 3 april 2018 heeft het Tiroolse provinciebestuur een extra subsidie van € 500.000 goedgekeurd voor de organisatie van de wereldkampioenschappen wielrennen op de weg 2018, waarbij € 300.000 beschikbaar is gesteld aan „Innsbruck – Tirol Rad WM 2018 GmbH“ en € 200.000 aan „Tirol Werbung GmbH“. De
financiering kwam voort uit het overheidsaandeel van het sportpromotiefonds. Het overheidsbesluit geeft aan dat de „Innsbruck – Tirol Rad WM 2018 GmbH“ niet in staat was om de geplande sponsorinkomsten voldoende te realiseren. Derhalve werd er een extra financieringsbehoefte aangekondigd.
Een andere financiële bijdrage van de deelstaat Tirol aan de „Innsbruck-Tirol Sports GmbH“ was in verband met de televisieproductie die gepland was door de publieke omroep ORF Landesstudios Tirol ter gelegenheid van de wereldkampioenschappen wielrennen op de weg, genaamd „Alpen-Radtour 2018“. De ORF Landesstudios Tirol verzocht daarbij om een subsidie voor de productiekosten. De deelstaat Tirol steunde het project met € 60.000, waarvan € 30.000 uit het overheidsdeel van het Sportpromotiefonds en nog eens € 30.000 uit het promotiefonds voor toerisme. Deze afwikkeling van de subsidie voor de productiekosten werd geregeld door de „Innsbruck-Tirol Sports GmbH“.
De federale overheid van Oostenrijk heeft in totaal € 3.000.000 gesubsidieerd, in het kader van een subsidieregeling voor grote sportevenementen, waarvan € 2.250.000 in 2017, € 450.000 in 2018 en € 300.000 in 2019.